# 세그레 매장
대수기하학에서, 세그레 매장(Segre埋藏, 영어: Segre embedding)은 두 사영 공간의 곱을 더 큰 사영 공간의 닫힌 부분 대수다형체로 표현하는 대수다형체 사상이다. 이를 통하여, 사영 대수다형체의 곱이 사영 대수다형체임을 보일 수 있다.

## 정의
다음이 주어졌다고 하자.
- 체 {\displaystyle K}
- {\displaystyle K}-벡터 공간 {\displaystyle V}, {\displaystyle W}

그렇다면, 벡터 공간의 텐서곱
{\displaystyle V\otimes W}
을 정의할 수 있으며, 표준적인 함수
{\displaystyle V\oplus W\to V\otimes W}
{\displaystyle (v,w)\mapsto v\otimes w}
가 존재한다. 이는 일반적으로 {\displaystyle K}-선형 변환이 아니며, 2차 동차 함수이다. 예를 들어
{\displaystyle \alpha (v,w)\mapsto \alpha ^{2}(v\otimes w)\qquad (\alpha \in K)}
이다. 또한, 이는 일반적으로 단사 함수가 아니다. 예를 들어
{\displaystyle (\alpha v,\alpha ^{-1}w)\mapsto v\otimes w\qquad (\alpha \in K)}
이다.
이제, 양변의 사영 공간을 취할 수 있다.
{\displaystyle \mathbb {P} (V\oplus W)\to \mathbb {P} (V\otimes W)}
사실, 이 사상은 다음과 같이 표준적으로 분해된다.
{\displaystyle \mathbb {P} (V\oplus W)\twoheadrightarrow \mathbb {P} (V)\times \mathbb {P} (W)\hookrightarrow \mathbb {P} (V\otimes W)}
여기서 첫 함수는 전사 함수이며 둘째 함수는 단사 함수이다. 이 둘째 함수를 세그레 매장이라고 한다.

## 논의
선형 대수학에서 동일한 체 {\displaystyle \mathbb {K} }에 대해 주어진 벡터 공간 {\displaystyle U}와 {\displaystyle V}에 대해 데카르트 곱을 텐서 곱으로 사상하는 자연스러운 방법이 있다.
{\displaystyle \varphi :U\times V\to U\otimes V.\ }
일반적으로 이것은 단사일 필요가 없다. 왜냐하면, {\displaystyle \forall c\in \mathbb {K} ,c\neq 0,\forall u\in U,\forall v\in V},
{\displaystyle \varphi (u,v)=u\otimes v=cu\otimes c^{-1}v=\varphi (cu,c^{-1}v).\ }
기본 사영 공간 {\displaystyle P(U),P(V)}를 고려하면 이 사상은 다형체의 사상이 된다:
{\displaystyle \sigma :P(U)\times P(V)\to P(U\otimes V).\ }
이것은 집합론적 의미에서 단사일 뿐만 아니라 대수 기하학의 의미에서 닫힌 몰입이다. 즉, 상에 대한 일련의 방정식을 제공할 수 있다. 표기상의 문제를 제외하고, 그러한 방정식이 무엇인지 말하기는 쉽다. 그들은 텐서 곱에서 좌표의 곱을 인수분해하는 두 가지 방법을 표현한다.
이 사상 σ는 세그레 매장이다. 차원을 세어 보면 m차원과 n차원의 사영 공간의 곱이 차원에 포함되는 방식을 보여준다.
{\displaystyle (m+1)(n+1)-1=mn+m+n.\ }
고전적인 용어는 곱의 좌표를 다중동차라고 하고 곱을 k인자 k-way 사영 공간으로 일반화한다.

## 성질
세그레 다형체는 행렬식 다형체의 예이다. 행렬 {\displaystyle (Z_{i,j})}의 2 × 2 부분 행렬의 행렬식의 근들의 궤적이다. 즉, 세그레 다형체는 2차 다항식
{\displaystyle Z_{i,j}Z_{k,l}-Z_{i,l}Z_{k,j}}
의 공통 근들의 궤적이다. 여기서, {\displaystyle Z_{i,j}}는 세그레 사상의 상의 자연 좌표로 이해된다.
세그레 다형체 {\displaystyle \Sigma _{n,m}}는 {\displaystyle P^{n}\ }과 {\displaystyle P^{m}}의 범주 곱이다. 사영
{\displaystyle \pi _{X}:\Sigma _{n,m}\to P^{n}\ }
의 첫 번째 성분은 부분 집합의 교집합에 동의하는 세그레 다형체를 포함하는 열린 부분 집합의 {\displaystyle m+1}가지 사상들로 지정할 수 있다. 고정된 {\displaystyle j_{0}}에 대해, 사상은 {\displaystyle [Z_{i,j}]}를 {\displaystyle [Z_{i,j_{0}}]}로 보낸다. 방정식 {\displaystyle Z_{i,j}Z_{k,l}=Z_{i,l}Z_{k,j}\ }는 이러한 사상이 서로 일치하는지 확인한다. 왜냐하면, {\displaystyle Z_{i_{0},j_{0}}\neq 0} 이면 {\displaystyle [Z_{i,j_{1}}]=[Z_{i_{0},j_{0}}Z_{i,j_{1}}]=[Z_{i_{0},j_{1}}Z_{i,j_{0}}]=[Z_{i,j_{0}}]}이기 때문이다.
곱의 올은 선형 부분 공간이다. 즉,
{\displaystyle \pi _{X}:\Sigma _{n,m}\to P^{n}\ }
를 첫 번째 인자에 대한 사영이라 하자(마찬가지로 {\displaystyle \pi _{Y}}는 두 번째 인자의 사영). 그러면 고정된 점 p에 대해 사상
{\displaystyle \sigma (\pi _{X}(\cdot ),\pi _{Y}(p)):\Sigma _{n,m}\to P^{(n+1)(m+1)-1}\ }
의 상은 공역의 선형 부분 공간이다.

## 예

### 이차 곡면
세그레 매장
{\displaystyle \mathbb {P} ^{1}\times \mathbb {P} ^{1}\to \mathbb {P} ^{3}}
{\displaystyle ([x:y],[z:w])\to [xz:xw:yz:yw]=[X,Y,Z,W]}
을 생각해 보자. 이 경우, 그 상은
{\displaystyle \det {\begin{pmatrix}X&Y\\Z&W\end{pmatrix}}=XW-YZ=0}
을 만족시킨다. 즉, 이는 대수다양체의 동형 사상
{\displaystyle \mathbb {P} ^{1}\times \mathbb {P} ^{1}\cong \operatorname {Proj} {\frac {K[X,Y,Z,W]}{XW-YZ}}}
을 정의한다.

### 세그레 삼중체
사상
{\displaystyle \sigma :P^{2}\times P^{1}\to P^{5}}
는 세그레 삼중체로 알려져 있다. 유리 정규 스크롤의 예이다. 세그레 삼중체와 three-plane {\displaystyle P^{3}}의 교점은 꼬인 삼차 곡선이다.

### 베로네세 다형체
세그레 사상에 대한 대각선 {\displaystyle \Delta \subset P^{n}\times P^{n}}의 상은 2차 베로네세의 다형체이다.
{\displaystyle \nu _{2}:P^{n}\to P^{n^{2}+2n}.\ }

## 역사
베니아미노 세그레(영어: Beniamino Segre, 1903-1977, 코라도 세그레의 조카)가 도입하였다.